# Dzintars Rasnačs
Dzintars Rasnačs, född 17 juli 1963 i Jūrmala, är en lettisk politiker (Nationella alliansen). Han är Lettlands justitieminister sedan 2014.
Rasnačs har fått kritik för att han har motsatt sig Lettlands undertecknande av Istanbulkonventionen, Europarådets konvention om förebyggande och bekämpande av våld mot kvinnor och våld i hemmet.